# SN 1998ai
SN 1998ai – supernowa typu Ia odkryta 26 marca 1998 roku w galaktyce A134227-0006. W momencie odkrycia miała maksymalną jasność 22,70m.